# Placosaris apoalis
Placosaris apoalis är en fjärilsart som beskrevs av Munroe och Akira Mutuura 1970. Placosaris apoalis ingår i släktet Placosaris och familjen Crambidae. Inga underarter finns listade i Catalogue of Life.